# 저스틴 게이브리얼
저스틴 가브리엘(Justin Gabriel, 1981년 3월 3일 ~ )은 남자 남아프리카공화국의 남자 프로레슬링선수다. 케이프타운에서 태어났다. WWE 제휴단체인 플로리다 챔피언십 레슬링을 거쳐 NXT 시즌1에 참가하였고 넥서스를 거쳐 코어의 멤버로 활동했다. 코어 해체 후 선역으로 전환하여 활동하다가 자버급으로 전락하면서 주로 슈퍼스타즈나 신인 육성 브랜드인 NXT에서 활동하다가 2015년 1월 24일자로 퇴사를 선언한 후 현재는 GFW에서 활약 중이었다가 2015년 8월 12일 TNA 임팩트에서 PJ블랙(PJ Black)링네임을 사용을 해서 등장을 하게 된다. 본명은 폴 로이드 주니어(Paul Lloyd Jr.)다. 키는 181cm 몸무게는 98kg이다. 피니쉬는 사백오십도 스플래쉬, 블랙 다이아몬드(점핑 인버티드 커터)로 사용을 한다.

## Professional wrestling highlights
- Finishing moves
  - 450° splash
  - Black Diamond (Jumping inverted cutter)
  - Moonsault onto a standing opponent transitioned into an inverted DDT

- Signature moves
  - Multiple crossbody variations
    - Diving
    - Running corner
    - Springboard

  - Multiple kick variations
    - Enzuigiri
    - Jumping back
    - Running drop
    - Spin
    - Spinning sole
    - Super

  - Russian legsweep
  - Slingshot somersault senton
  - Spinning forearm smash
  - Spin-out powerbomb
  - Springboard moonsault
  - STO
  - Suicide senton bomb
  - Tornado DDT

- Tag Teams and Stables
  - The Corre
  - International Airstrike (with Tyson Kidd)
  - The Nexus
  - Pure Juice (with Dameon Duke also known as Ray Leppan in FCW)
  - With Kris Logan

- Managers
  - Laralicious (Lara Jepps)
  - Matt Hardy

- Nicknames
  - "Cape Town Werewolf"
  - "The Poster Boy"
  - "The South African Sensation"

- Entrance themes
  - "What Love Is" by Jim Johnston
  - "Wild & Young" by American Bang (used while with the other NXT rookies)
  - "Live For The Moment" by Monster Magnet (used with Matt Hardy as his rookie on NXT)
  - "We Are One" by 12 Stones (used as part of The Nexus)
  - "End of Days" by Shaman's Harvest (used as a part of The Corre)
  - "All About The Power" by S-Preme
  - "The Rising" by Jim Johnston
  - "Fear Nothing" by CFO$
  - "Voodoo People (Pendulum Remix)" by The Prodigy

## 수상
- DWW 헤비웨이트 챔피언 (1회)
- FCW 플로리다 헤비웨이트 챔피언 (1회)
- FCW 플로리다 태그팀 챔피언 (1회) - 크리스 로건
- GFW 베를린 챔피언 (1회)
- GFW NEX*GEN 챔피언 (1회)
- GFW NEX*GEN 챔피언 토너먼트 (2015)
- 루차 언더그라운드 트리오스 (1회) - 잭 에반스 앤드 쟈니 문도
- 퓨드 오브 더 이열 (2010) - 넥서스
- 모스트 헤이티드 레슬러 오브 더 이열 (2010) 에스 파트 오브 넥서스
- PWI 랭크드 힘 #61 오브 더 탑 500 싱글즈 레슬링 인 더 PWI 500 인 2011
- WWEDM 챔피언 (1회)
- WWEDM 타이틀 토너먼트 (2018)
- TNA 킹 오브 더 마운틴 챔피언 (1회)
- 킹 오브 더 마운틴 (2015)
- WWE 태그팀 챔피언 (구 버전) (3회) - 히스 슬레이터
- 슬리미 어워즈 (2회)
  - 쇼커 오브 더 이열 (2010) - 더 데뷔 오브 넥서스
  - 애니멀 오브 더 이열 (2014) - 에스 버니
- WWP 월드 크루저웨이트 챔피언 (1회)